# Joan Baptista Bagué i Roura
Joan Bagué i Roura (Girona, 18 de desembre de 1964) és un polític català, senador per Girona en la X, XI i XII Legislatures.

## Biografia
Ha treballat com a assessor lingüístic i corrector de català al Diari de Girona i El Punt.
Políticament fou un dels membres de la primera etapa de la Joventut Nacionalista de Catalunya (JNC), coincidint amb Carles Puigdemont i Casamajó qui l’incorpora a la militància política.
Va ser president local de Convergència Democràtica de Catalunya de Girona de 1995 a 2000 i de 2012 a 2016, president comarcal del Gironès de 2000 a 2012.
Va ser director de les campanyes electorals a la demarcació de Girona de CiU al Parlament de Catalunya de 2006, 2010 i 2012. I va ser codirector de la campanya electoral de JxSI al 2015 a la demarcació de Girona.
Fou regidor de l'Ajuntament de Girona de 1995 a 2007, a l’oposició sempre. Diputat de la diputació de Girona de 1991 a 2003, d'on en fou vicepresident de 1995 a 1999. Va ser diputat de l'àrea de Cooperació als municipis de 1991 a 1999. Posteriorment, va ser diputat de l'àrea de Cultura de 1999 a 2003. Va ser vicepresident del Consell Comarcal del Gironès de 2003 a 2007 on va impulsar l'àrea de Turisme de nova creació. D'agost a novembre de 2011 fou comissionat de Presidència de la Diputació de Girona.
Fou escollit senador per Girona a les Eleccions Generals Espanyoles de 2011, 2015 i 2016. Va ser portaveu de la Comissió de Cultura del Senat d'Espanya. El 2013 va presentar una proposta per rebaixar el tipus impositiu d'IVA als productes culturals i reformar la llei del Mecenatge, que fou rebutjada pel PP. A les Eleccions Generals Espanyoles de 2015 encapçalà la llista al Senat de la coalició Democràcia i Llibertat, formada per Convergència Democràtica, Demòcrates i Reagrupament. Va ser portaveu adjunt del grup parlamentari.
A la XII legislatura va ser senador de Convergència Democràtica de Catalunya, integrat al Grup Mixt del Senat.
Va ser portaveu a la Comissió de Foment, portaveu a la Comissió Mixta del Tribunal de Cuentas, viceportaveu a la Comissió de Cultura i portaveu a la Comissió de Pressupostos.
Va ser autor d’un conjunt de 567 iniciatives legislatives en la darrera legislatura.
Després retorna un temps al sector privat en què va fer de promotor immobiliari rehabilitant un edifici de propietat familiar i va fer-ne tres habitatges.
Posteriorment, s'incorpora el desembre de 2020 com a coordinador dels grups parlamentaris de JuntsxCat al Congrés i al Senat.
També el mateix desembre de 2020 és proposat com a director de campanya de la candidatura de JuntsxCat a la demarcació de Girona per a les eleccions del 14 de febrer de 2021 al Parlament de Catalunya.